# مهوند
مهوند یا ماهوند به معنی «شیطان تجسم پیدا کرده»، نامی است که اغلب در اشاره به محمد در ادبیات اروپایی قرون وسطی و پس از آن استفاده می‌شد. این نام در ارتباط با این اعتقاد در غرب که محمد است که توسط مسلمانان پرستش می‌شود، یا این اعتقاد که او شیطانی است که دین غلط اسلام را پراکنده‌است، می‌باشد. به گفته برنارد لوئیس، «تکامل مفهوم محوند از اینجا شروع شد که محمد را نوعی دیو یا خدای باطل در نظر می‌گرفتند که به همراه اپولیون (به معنای نابود کننده) و ترمگانت در یک تثلیث نامقدس پرستیده می‌شد.»
سلمان رشدی در کتاب آیات شیطانی از نام محوند در اشاره به محمد استفاده کرد.
مهوند در لغت‌نامه دهخدا:مهوند. [ م َه وَ ] (اِخ) موضعی است در هند که نمک آن بسیار سفید می‌باشد. (برهان)